# Heinz Berthold (Religionshistoriker)
Heinz Berthold (* 4. September 1927 in Leipzig; † 27. September 2017) war ein deutscher Religionshistoriker, der sich vor allem mit der Spätantike beschäftigte.
Heinz Berthold legte 1946 sein Abitur ab und studierte von 1947 bis 1951 Klassische Philologie, Alte Geschichte, Klassische Archäologie und Germanistik an der Universität Leipzig. 1951 machte er seine Diplomprüfung und wurde 1952 wissenschaftlicher Assistent am Institut für spätantike Religionsgeschichte an der Martin-Luther-Universität Halle-Wittenberg (MLU). Im Dezember 1959 erfolgte die Promotion bei Franz Dornseiff und Arno Mauersberger mit einer Arbeit zum Thema Aulus Gellius. Aufgliederung und Auswahl seiner Themen. Im Juni 1975 erfolgte die Promotion B bei Horst Gericke, Peter Nagel und Johannes Irmscher mit der Schrift Texte und Studien zu Makarios/Symeon. Die frühe christliche Literatur als Quelle für die Sozialgeschichte. Seit September 1988 war Berthold außerordentlicher Hochschuldozent für spätantike Religionsgeschichte und Patristik an der Sektion Theologie der MLU. 1992 wurde er emeritiert. Seine Ausgabe von Senecas Von der Seelenruhe hat in unterschiedlichen Verlagen in Ost- wie Westdeutschland und nach der Wiedervereinigung eine zweistellige Auflagenhöhe erreicht, auch Vom glücklichen Leben desselben Autors erlebte mehrere Auflagen. Mit dem bulgarischen Altphilologen Veselin Beševliev gab er die Schriften des Eusebius von Caesarea in neun Bänden heraus. Hinzu kamen Editionen der Werke des Makarios und von Aulus Gellius.